# Димитрий Плумис
Димитрий (на гръцки: Δημήτριος) е гръцки духовник, френски митрополит на Вселенската патриаршия от 2021 година.

## Биография
Роден е на 6 ноември 1979 година в македонския град Солун с името Плумис (Πλουμής). Учи богословие въвВисшето духовно училище и катедрата по богословие в Богословския факултет на Солунския университет. Ръкоположен е за дякон в 2001 година от митрополит Прокопий Неакринийски и Каламарийски и за презвитер в 2007 година от митрополит Варнава Неаполски и Ставруполски.
От 2015 до 2021 година по покана на митрополит Емануил Френски служи като пастор в „Успение Богородично“ в Марсилия и като архиерейски наместник на Южна Франция. Участва в комисии за междухристиянски диалог и междурелигиозни отношения.
На 25 юли 2021 година е ръкоположен за митрополит на Франция в патриаршеската катедрала „Свети Георги“ във Фенер, Истанбул. Ръкополагането е извършено от вселенския патриарх Вартоломей I Константинополски в съслужение с митрополитите Емануил Халкидонски, Мелитон Филаделфийски, Варнава Неаполски и Ставруполски и Йоаким Бурсенски.